# Ultravox
Ultravox — британський музичний гурт.

## Історія
Утворений у квітні 1974 року в Лондоні, мала такі назви: Fire Of London, Zips, London Soundtrack та Tiger Lily. До складу гурту ввійшли: Джон Фокс (John Foxx), справжнє ім'я Денніс Лей (Dennis Leigh; 1950, Чорлі,Велика Британія) — вокал; Стів Шерс (Steve Shears) — гітара; Кріс Кросс (Chris Cross), справжнє ім'я Крістофер Ален (Christopher Allen; 14 липня 1952, Лондон, Велика Британія) — бас та Воррен Кенн (Warren Cann; 20 травня 1951, Вікторія, Канада) — ударні. Наприкінці 1974 року до гурту приєднався раніше пов'язаний з експериментальною формацією Ritual Theatre Біллі Керрі (Billy Currie; 1 квітня 1950, Хаддерефілд, Велика Британія).
Ще під назвою Tiger Lily музиканти дебютували 1975 року синглом «Ain't Misbehavin*», який записали для фірми «Gull», а 1976 року перейменували свій гурт на Ultravox. Початок кар'єри цієї формації збігся у часі з повстанням руху нової хвилі, але ранні записи Ultravox музична преса практично проігнорувала, бо захоплювалась тоді головним чином панком. Внаслідок цього критики обходили своєю увагою концерти гурту. Однак в 1976 році Ultravox вдалось отримати корисний контракт з фірмою Island Records, на якій в 1977 році музиканти видали відразу два альбоми. І хоча ці роботи продюсував сам Брайан Іно, великого враження на слухачів вони не справили (лише пізніше було визнано великий вплив ранніх Ultravox на британську синтезаторну музику).
В 1978 році своїх колег залишив Шерс (згодом він утворив формацію Faith Global), а на його місце прийшов Робін Саймон (Robin Simon) — гітара. Однак внаслідок слабкого продажу чергового альбому «Systems Of Romance» Саймон та Фокс 1979 року вирішили припинити співпрацю з гуртом і присвятити себе сольним кар'єрам.
Ultravox майже перестала існувати, але музиканти, що залишились, не склали зброї. У часи нетривалої співпраці у гурті-проекті Стіва Стренджа Visage, Keppi познайомився з Мідж Юром (Midge Ure), справжнє ім'я якого Джеймс Юр (James Ure; 10 жовтня 1953, Кембасленг, Шотландія) — вокал, гітара — колишнім учасником груп Slik та The Rich Kids. Обидва музиканти, що поділяли погляди один одного на музику та попередню діяльність гурту, вирішили повернути Ultravox до життя, цього разу як квартет з Кроссом та Кенном. Музиканти уклали нову угоду з фірмою «Chrysalis», а новообраний напрямок приніс хоч і незначний, але успіх у вигляді хіт-синглів «Sleepwalk» та «Passing Strangers» з нижньої частини британського чарту.
Справжній успіх прийшов до Ultravox лише з появою твору «Vienna» та однойменного альбому. Наприкінці 1980-го — на початку 1981 року сингл займав другу позицію у британському чарті, а альбом — третю. Магічний настрій твору «Vienna» досконало підкреслював знятий відеокліп. Завдяки «Vienna» Ultravox перетворилась на найпопулярніший гурт і мав у цей період значний вплив на виконавців, названих журналістами «новими романтиками». Але мелодраматичний стиль Юра чудово вирізнявся на тлі переповненого енергією попу, пропонованого, наприклад, Duran Duran чи Spandau Ballet.
У наступні три роки гурт гостював у британському Тор 20 з багатьма хітами, серед яких були, наприклад, «All Stood Still» (1981), «Reap The Wild Wind» (1982) та «Dancing With Tears In My Eyes» (1984). Однак незважаючи на велику популярність в усій Європі, Ultravox так і не вдалося до кінця пробитися на американський ринок. Незабаром Мідж Юр розпочав повну успіху сольну кар'єру, але від цього постраждали чергові записи гурту, яким почало бракувати єдності та послідовності. В 1986 році на музичному ринку з'явилась остання значна робота гурту — альбом «U-Vox». В 1987 році гурт розпався, а через два роки відродився під керівництвом Біллі Керрі, який запросив до співпраці різних музикантів.

## Дискографія
- 1977: Ultravox
- 1977: На! На! На!
- 1978: Systems Of Romance
- 1980: Vienna
- 1980: Three Into One
- 1981: Rage In Eden
- 1981: New Europeans
- 1981: Ultravox Mini-LP
- 1982: Quartet
- 1983: Monument — The Soundtrack
- 1984: Lament
- 1984: The Collection
- 1986: U-Vox
- 1988: The Peel Sessions
- 1993: Revelation
- 1993: Slow Motion
- 1993: Rare. Vol.1
- 1994: Rare. Vol.2
- 1995: Future Picture
- 1995: Ingenuity
- 1995: Dancing With Tears In My Eyes
- 1998: Extended Ultravox
- 2012: Brilliant